# Ali Abdel Aal
Ali Abdel Aal Sayyed Ahmed (sinh ngày 29 tháng 11 năm 1948) là một giáo sư luật và chính trị gia người Ai Cập. Ông là Chủ tịch Hạ viện kể từ ngày 10 tháng 1 năm 2016. Là giáo sư luật, ông làm việc tại Đại học Ain Shams và chuyên ngành luật hiến pháp.
Sự nghiệp 
Abdel Aal sinh ngày 29 tháng 11 năm 1948. Ông học luật và lấy bằng vào năm 1972. Năm sau, ông bắt đầu làm phó cho một công tố viên. Năm 1974, ông trở thành giảng viên đại học. Mười năm sau, ông lấy bằng Tiến sĩ Nhà nước tại Đại học Paris.
Abdel Aal là tùy viên văn hóa tại thành phố của trường cũ của ông từ năm 1987 đến năm 1991. Năm sau, ông làm cố vấn hiến pháp cho Quốc hội Ai Cập. Năm 1993, ông đã giúp soạn thảo Hiến pháp của Ethiopia. Là một cố vấn hiến pháp, ông được Tòa án Hoàng gia Kuwait tuyển dụng từ năm 1993 đến năm 2011. Abdel Aal làm giáo sư luật hiến pháp tại Đại học Ain Shams.
Abdel Aal là một trong những chuyên gia lập hiến từng làm việc cho Hiến pháp Ai Cập năm 2014. Năm 2015, ông là người đứng đầu một ủy ban soạn thảo ba luật bầu cử mới.
Trong cuộc bầu cử quốc hội năm 2015, Abdel Aal đã được bầu vào danh sách Vì tình yêu của Ai Cập cho Đơn vị bầu cử Aswan. Ông được bầu làm Chủ tịch Hạ viện vào ngày 10 tháng 1 năm 2016. Ông đã nhận được 401 trên 585 phiếu bầu.